# Углегорская (шахта)
Шахта «Углегорская» (Шахта № 6) — ликвидированное угледобывающее предприятие в г. Шахтёрск (улица 3 сентября, 6д) Углегорского района Сахалинской области. Закрыта в 2005 году.

## История
Шахта заложена японцами в 1933 году под названием «Торо». После освобождения Южного Сахалина получила современное название. Проектная мощность шахты по японским данным 1 млн тонн угля в год. Шахта была связана узкоколейной железной дорогой с обогатительной фабрикой.
В 1960-е годы шахта «Углегорская» треста «Углегорскуголь» комбината «Сахалинуголь» ежегодно отгружала 200 тысяч тонн высококачественного угольного концентрата. Весь добытый уголь уходил на экспорт в Японию.
В конце 1990-х преобразована в ООО «Шахтоуправление „Шахтерское“». В 2002 году шахтоуправление «Шахтерское» признано банкротом, введено внешнее управление.
Закрыта в 2005 году. На момент закрытия на шахте работало более 400 человек. Подъездной путь к шахте разобран.
В Шахтёрске располагались также автобаза, погрузочно-транспортное управление, Сахалинский горный учебно-технический центр подготовки, переподготовки, повышения квалификации кадров, монтажно-наладочный участок, центральные энергомеханические мастерские, шахтостроительное управление.